# Pimpla asiatica
Pimpla asiatica är en stekelart som beskrevs av Dmitriy R. Kasparyan 1973. Pimpla asiatica ingår i släktet Pimpla och familjen brokparasitsteklar. Inga underarter finns listade i Catalogue of Life.